# Громовка (Хмельницкая область)
Громовка (укр. Громівка) — село в Староконстантиновском районе Хмельницкой области Украины.
Население по переписи 2001 года составляло 123 человека. Почтовый индекс — 31130. Телефонный код — 3854. Занимает площадь 0,5 км². Код КОАТУУ — 6824282603.

## Местный совет
31131, Хмельницкая обл., Староконстантиновский р-н, с. Огиевцы